# Экономическая история Аргентины
Экономическая история Аргентины является одной из наиболее изученных среди всех стран и регионов. Причина тому — «Аргентинский парадокс», уникальная ситуация, когда государство достигло экономического процветания в начале XX века, но затем претерпело экономический спад.
Аргентина обладает ощутимым сравнительным преимуществом в сельском хозяйстве. Страна располагает колоссальными фондами плодородных земель. В 1860—1930 годах эксплуатация плодородных степных участков заметно ускорила экономический рост. За первые три десятилетия XX века Аргентина обогнала Канаду и Австралию по численности населения, национальному доходу и доходу на душу населения. К 1913 году Аргентина была десятой из богатейших стран мира в подушевых терминах.
С 1930-х годов аргентинская экономика регрессировала. Основной предпосылкой спада стала политическая нестабильность. В 1930 году власть в стране захватила военная хунта, положив конец семидесятилетнему периоду конституционного гражданского правления. Вплоть до Великой депрессии макроэкономическая ситуация в стране была одной из самых стабильных — после депрессии Аргентина оказалась одной из турбулентных экономик мира. Тем не менее, до 1926 года аргентинский ВВП в расчёте на душу населения превосходил показатели Австрии, Италии, Японии и Испании, бывшей метрополии. Правительства 1930-х — 1970-х годов использовали стратегию импортозамещения, однако это привело к оттоку инвестиций из аграрного сектора. Производство сельскохозяйственной продукции резко снизилось.
Эпоха импортозамещения завершилась в 1976 году, но возраставшие государственные расходы, сильное увеличение заработной платы и неэффективное производство породили хроническую инфляцию, лишь усилившуюся в 80-е годы. Экономическая политика в ходе последней диктатуры сказалась на объёме внешнего долга — к концу 80-х годов он составлял три четверти ВНП.
В начале 1990-х правительство привязало национальную валюту к американскому доллару, что позволило сдержать инфляцию. Множество государственных предприятий было передано в частную собственность, и доходы от приватизации частично направлялись на погашение государственного долга. В конце 1990-х — начале 2000-х годов экономика погрузилась в длительную рецессию, приведшую к дефолту. Правительство снова девальвировало валюту, и к 2005 году экономика оправилась от потрясений. Однако в 2014 году юридические последствия предыдущего кризиса снова спровоцировали дефолт.

## Колониальная экономика

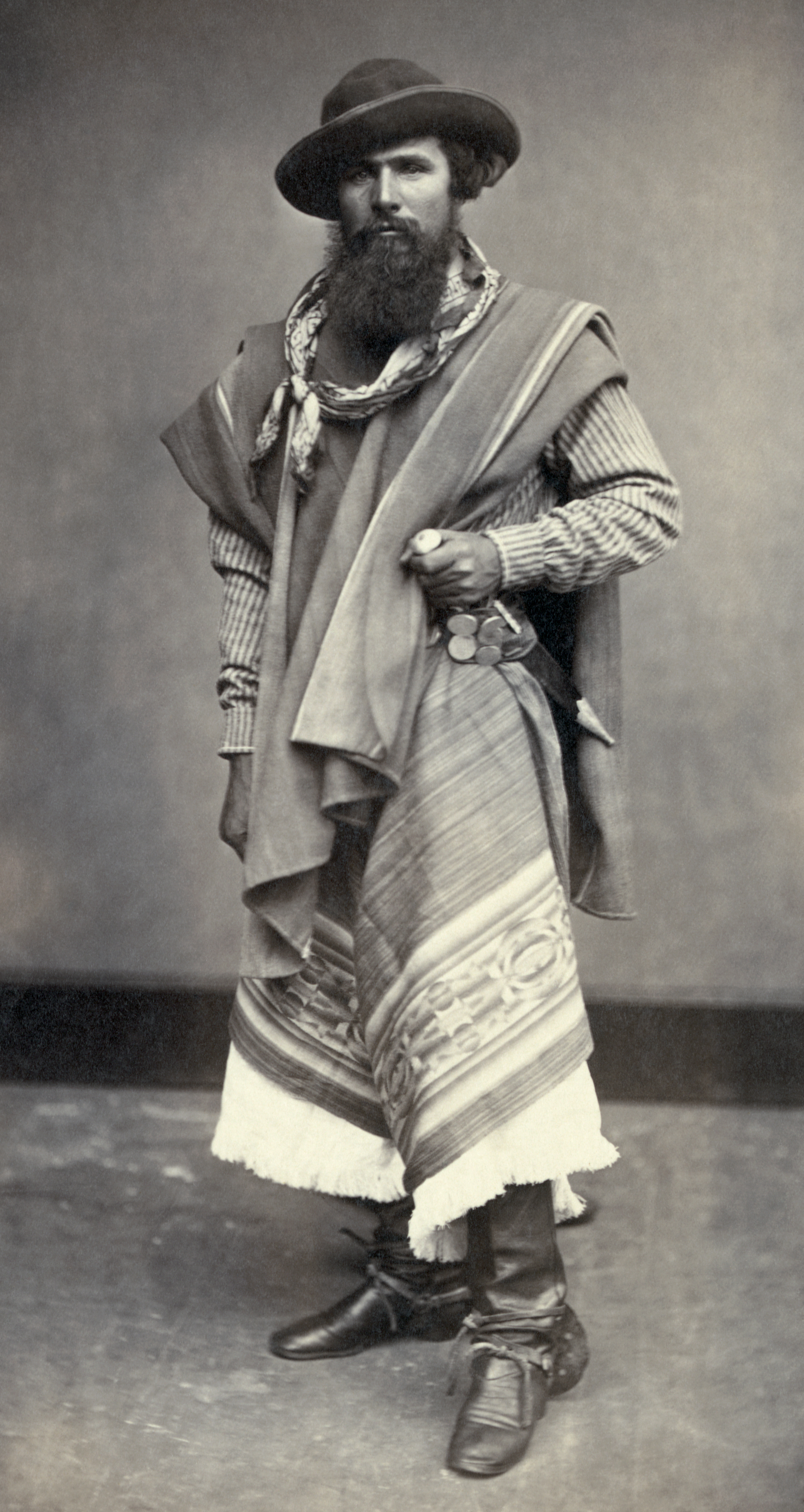
Гаучо способствовали распространению скотоводства почти по всей территории страны. Фотография 1868 года

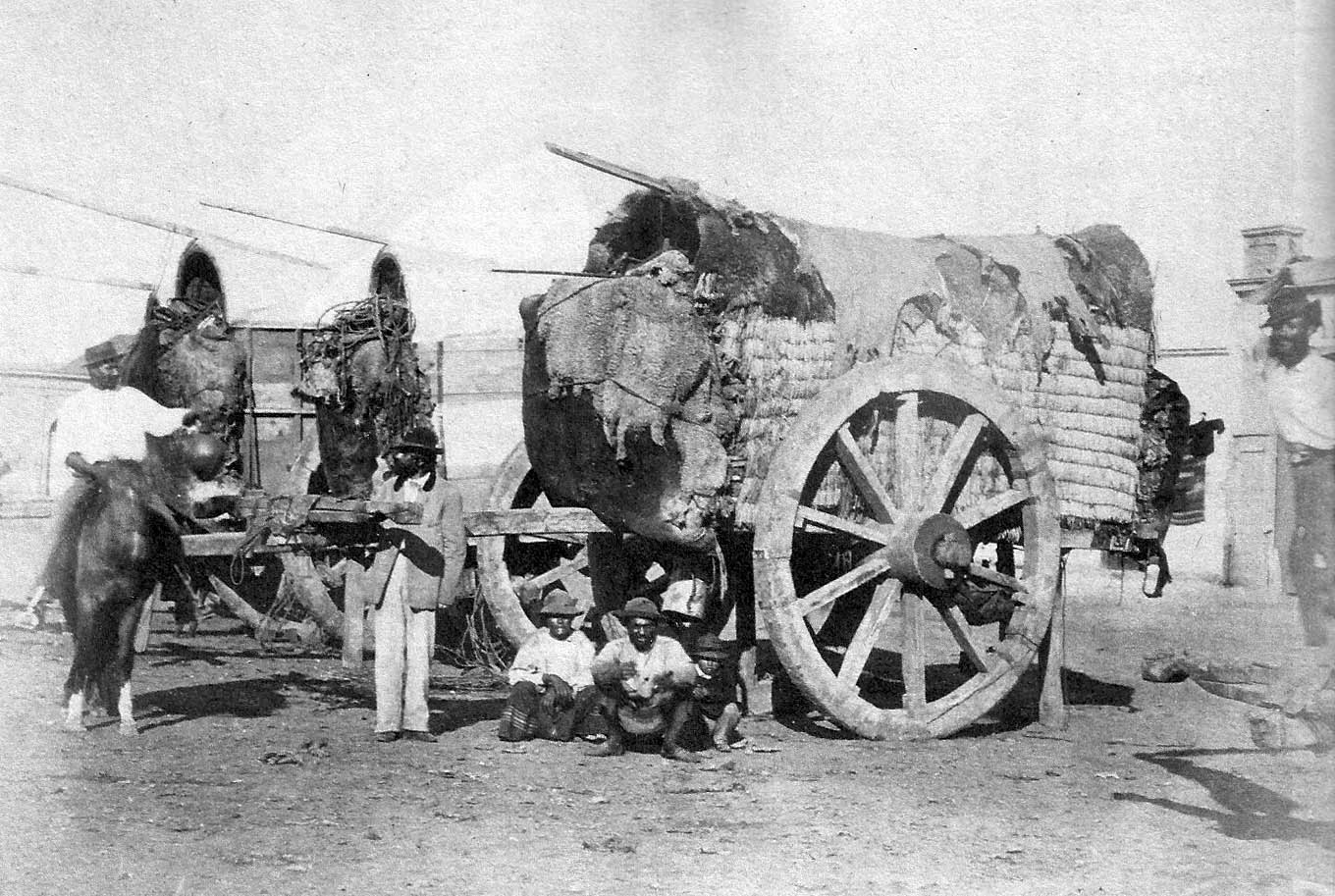
С конца XVI века испанцы использовали повозки (carretas). Они служили транспортом как для грузов, так и для людей

Колониальные владения, составляющие современную территорию Аргентины, были менее экономически привлекательны, чем другие регионы Испанской Америки, например, Мексика или Перу. Аргентина стала экономической периферией среди колоний Испанской империи. Недра Аргентины не были богаты золотом или другими драгоценными металлами, в стране не было и крупного цивилизационного субстрата, подходящего для трудовой эксплуатации. Рассредоточенность поселений аборигенов усугублялась медленным развитием числовой грамотности, характерным для XVII века. И всё же в середине XVIII века Аргентина опередила в развитии Перу, контакт которого с индейцами положительно сказывался на числовой грамотности. Умение считать как мера развития человеческого капитала отражает стремительный экономический рост, которого Аргентина добилась в колониальный период.
Колониальная администрация распространялась на две третьих территории современной Аргентины, оставшаяся треть приходилась на Патагонскую пустыню. Этот участок остаётся слабо заселённым по сей день. Продукт земледельческого и скотоводческого секторов экономики преимущественно потреблялся самими производителями. Экспорт сельскохозяйственной продукции до конца XVIII века был незначителен. Период XVI—XVIII веков характеризовался существованием самодостаточных, удалённых друг от друга региональных экономик. Дорожное, речное и морское сообщение практически отсутствовало, путешествия наземным транспортом были опасны и грозили лишениями. К концу XVIII века в Аргентине возникли общенациональные рынки товаров, труда и капитала. Возникли межрегиональные экономические связи.
Некоторые историки рассматривают этот период американской (континентальной) истории как предкапиталистический, поскольку большинство производимых в прибрежных городах товаров направлялось на заморские рынки. Их оппоненты настаивают на феодальном характере того уклада, ссылаясь на существование институтов энкомьенды и даже рабства. Третья группа историков отрицает обе точки зрения, говоря о гибридной системе социальных отношений. Гибрид возник на стыке испанской цивилизации, переходившей от феодализма к капитализму, и цивилизации индейцев, всё ещё живших в условиях доисторической формации.
Аргентинские территории, развитие которых сдерживалось закрытостью их хозяйств, отсутствием международной торговли и скудным предложением труда и капитала, начали отставать от других регионов колониального мира. Процветали лишь отдельные центр экспортной торговли, в том числе производивший ткань Тукуман и скотоводческие Кордова и Литтораль, снабжавшие горнодобывающие предприятия Верхнего Перу.
Согласно закону, импортёром могла выступать только Испания. Метрополия таким образом создала монопсонию, что позволяло испанским торговцам повышать цены и извлекать дополнительную прибыль. Британские и португальские купцы нарушали монопсонию Испании, прибегая к контрабанде.
Промышленная революция и потеря тринадцати колоний в Северной Америке укрепила Британию в желании торговать с Южной. Чтобы достичь желаемого, британцы вторглись в Рио-де-Ла-Плату, стремясь захватить важнейшие города Испанской Америки. В годы Наполеоновских войн страны заключили союз, и британцы изъявили требование открыть для них торговлю с колониями.

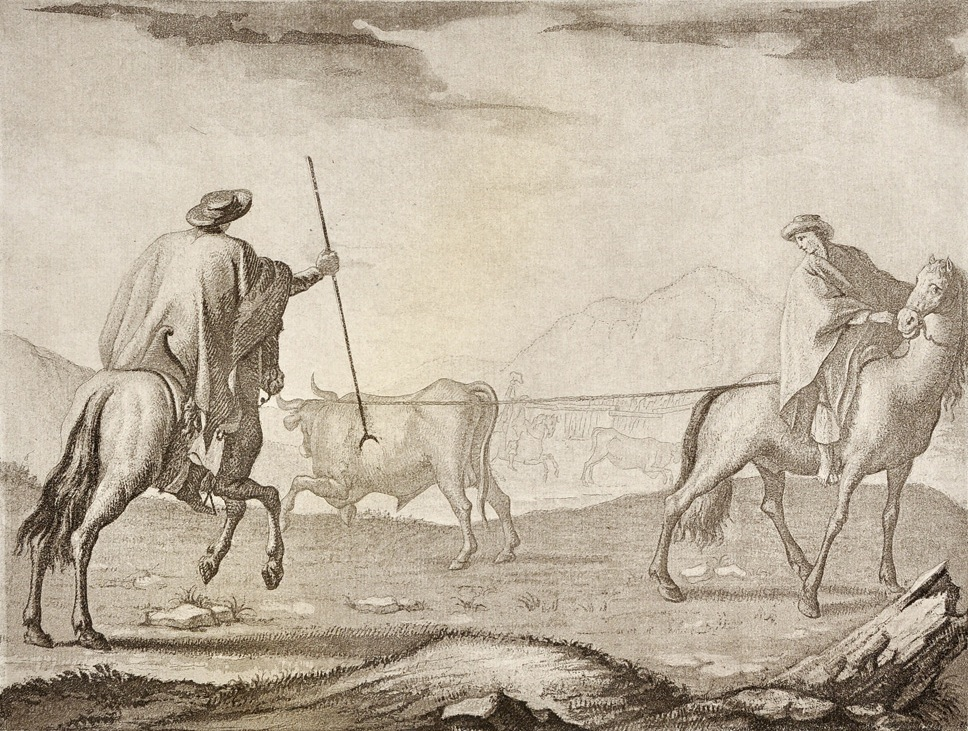
Ловля скота в пампасах. Литография Фернандо Брамбильи, 1794 год

Ранние аргентинские историки считали либерализацию торговли реакцией вице-короля де Сиснероса на экономический доклад Марьяно Морено «Меморандум землевладельцев» (исп. La Representación de los Hacendados). Ныне либерализация считается результатом переговоров между Британией и Испанией, что подтверждается содержанием договора Аподаки-Каннинга (1809).
Экономическая роль рабства в Аргентине была значительно меньше, чем в других регионах Латинской Америки. Трудоёмкие производства — добыча золота, выращивание сахара — в стране не осуществлялись, и потребности в рабском труде не было. На протяжении XVIII века в Бразилию было завезено около 2,5 миллионов африканских рабов, в порт же Буэнос-Айреса за XVII—XVIII века прибыли 100 тысяч африканцев. Многих из них затем направили в Парагвай, Чили, Боливию.
Животноводческие предприятия — ранчо — появились в Аргентине к середине XVIII столетия. В 1776 году было образовано вице-королевство Рио-де-ла-Плата со столицей в Буэнос-Айресе. Реформа стимулировала быстрое развитие региона, а права свободной торговли (1778), гарантировавшие «свободную и защищённую торговлю» между Испанией и колониями, увеличили легальный товарооборот. Потрясения наполеоновской эпохи расстроили систему торговли, вновь появилась контрабанда.

## Независимая Аргентина
В первые годы независимости основу аргентинского экспорта составляли продукты животноводства, разводились крупный рогатый скот и овцы. Молодая страна располагала плодородными почвами в приморских районах (исп. Litoral argentino). Земледельцы в отличие от скотоводов не обладали сравнительными преимуществами.
В 1810—1850 годах объёмы экспорта возрастали на 4-5 % ежегодно. В течение следующих двадцати лет — на 7-8 %. Рост достигался благодаря освоению приграничных территорий и повышению эффективности в скотоводстве.
Диверсификация экспорта как по номенклатуре товаров, так и по рынкам сбыта позволила Аргентине развивать экономику на протяжении шестидесяти лет. Постепенно снижение цен на текстиль в совокупности с удорожанием продуктов животноводства значительно улучшили условия торговли: в 1810—1825 годах показатель возрос на 377 % (в аргентинских ценах). Многие губернаторы — от де Росаса до Роки — провоцировали кампании против аборигенов, стремясь получить их земли.
Беднейшие гаучо примыкали к наиболее могущественным каудильо в регионах. Как партия федералистов они выступили против политики Буэнос-Айреса и в конечном итоге развязали гражданскую войну.

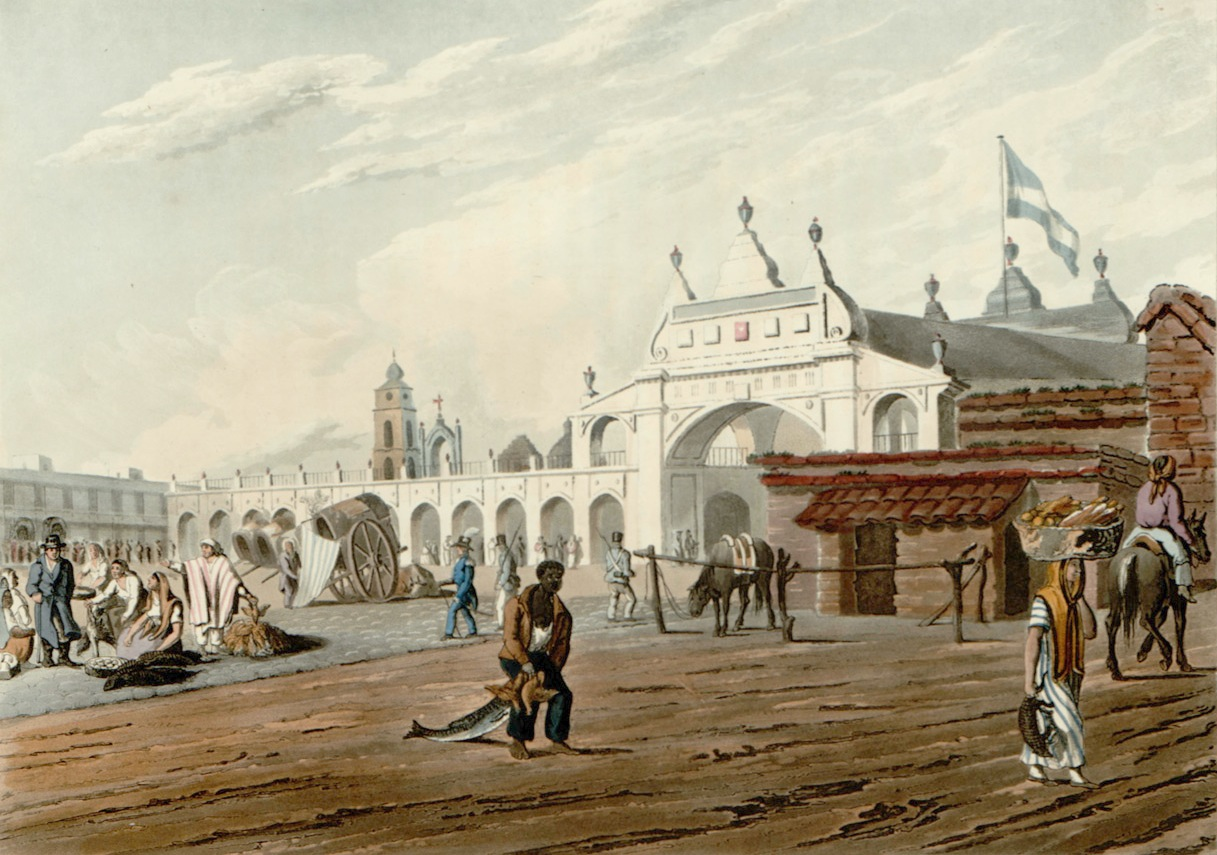
Рынок Буэнос-Айреса, 1810-е годы

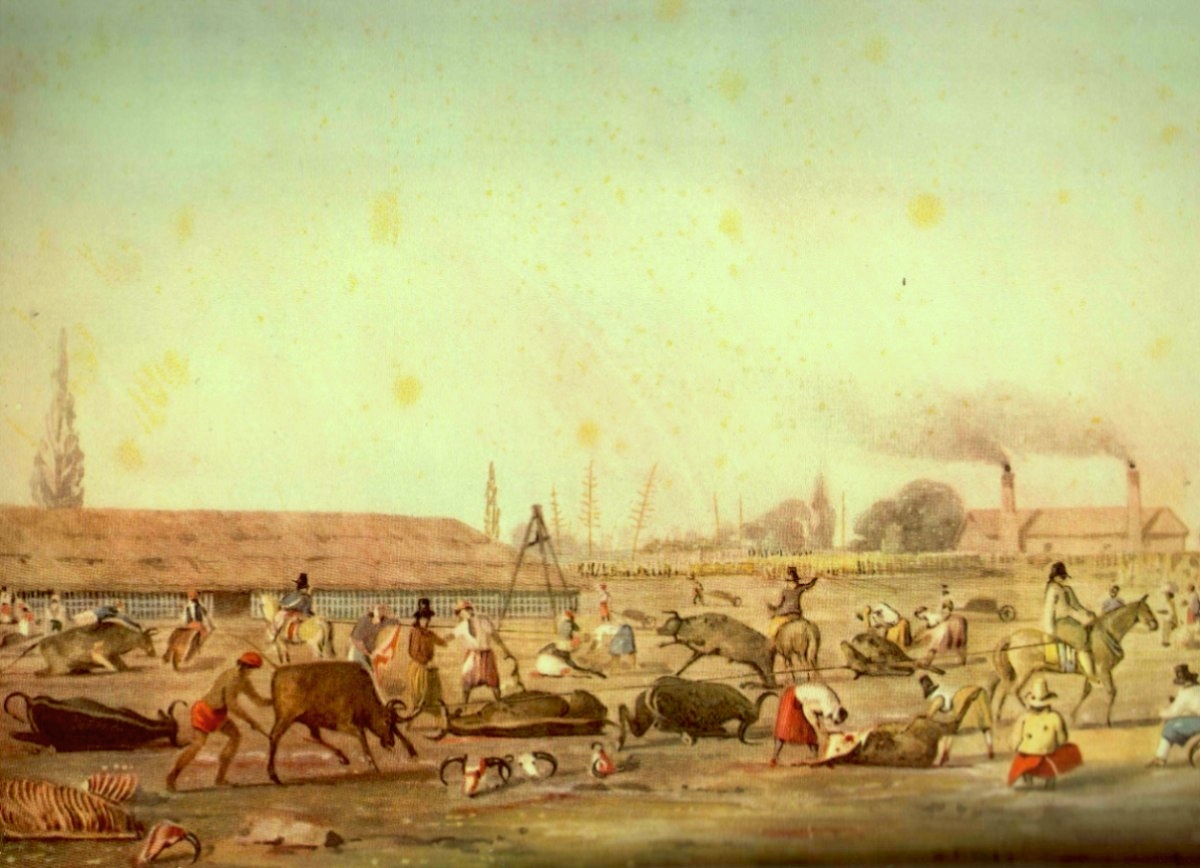
Бойня Буэнос-Айреса. Шарль Пеллегрини, 1829 год

### 1810—1829
В 1810 году Аргентина стала независимым государством. Времена, когда вся торговля в стране контролировалась небольшой группой купцов, — пенинсуларес — подошла к концу. Первая хунта, возглавившая страну после Майской революции, придерживалась политики протекционизма вплоть до отстранения от власти. Первый триумвират (1811—1812), ведомый Бернардино Ривадавияей и Мануэлем Гарсией, напротив, снял ограничения на торговлю с британцами. Второй триумвират (1812—1814) и Хосе Хервасио Артигас (контролировал Федеральную Лигу в 1815—1820 годах) намеревались вернуться к протекционизму, но этому воспрепятствовал Верховный руководитель Соединённых провинций Рио-де-ла-Платы. Экономика Лаплатской низменности оказалась одной из наиболее открытых во всём мире.
В 1812—1816 годах противоречия между унитаристами и федералистами, представлявшими соответственно столицу и провинции, достигли пика. Разгорелась очередная серия гражданских войн, закончившаяся взятием Буэнос-Айреса федералистами в битве при Сепеде (1820).
Каждая провинция выпускала собственные деньги, причём ценность одного и того же денежного знака варьировалась от региона к региону. В отдельных случаях децентрализованная чеканка осуществлялась в одной провинции — разными городами.
Правительства Мартина Родригеса (1820—1824), включавшее Ривадавию, де лас Эраса (1824—1826) и, наконец, самого Ривадавии как первого президента (1826—1827) разработали план экономического развития, впоследствии названный «удачным опытом». План строился на пяти принципах: свободная торговля и импорт британских товаров, передача центрального банка под управление британских инвесторов, полный контроль столичного порта как единственного источника таможенных доходов, освоение природных ресурсов британцами и унитарная власть. В 1827 году Ривадавия подал в отставку, и место столичного губернатора занял федералист Мануэль Доррего. Он правил недолго, и вскоре был убит унитаристом Хуаном Лавалье.
Экспорт золота, дозволенный политикой фритредерства, вскоре истощил государственные резервы. Это подвергло экономику серьёзному риску, так как средством обмена в регионе было именно золото. Пытаясь выйти из положения, Ривадавия учредил «Дисконтный банк» — центральный банк, выпускавший фиатные деньги. Следуя зарубежному опыту, банк сделали не государственным, но отдали в частную собственность. Собственниками стали британские инвесторы.

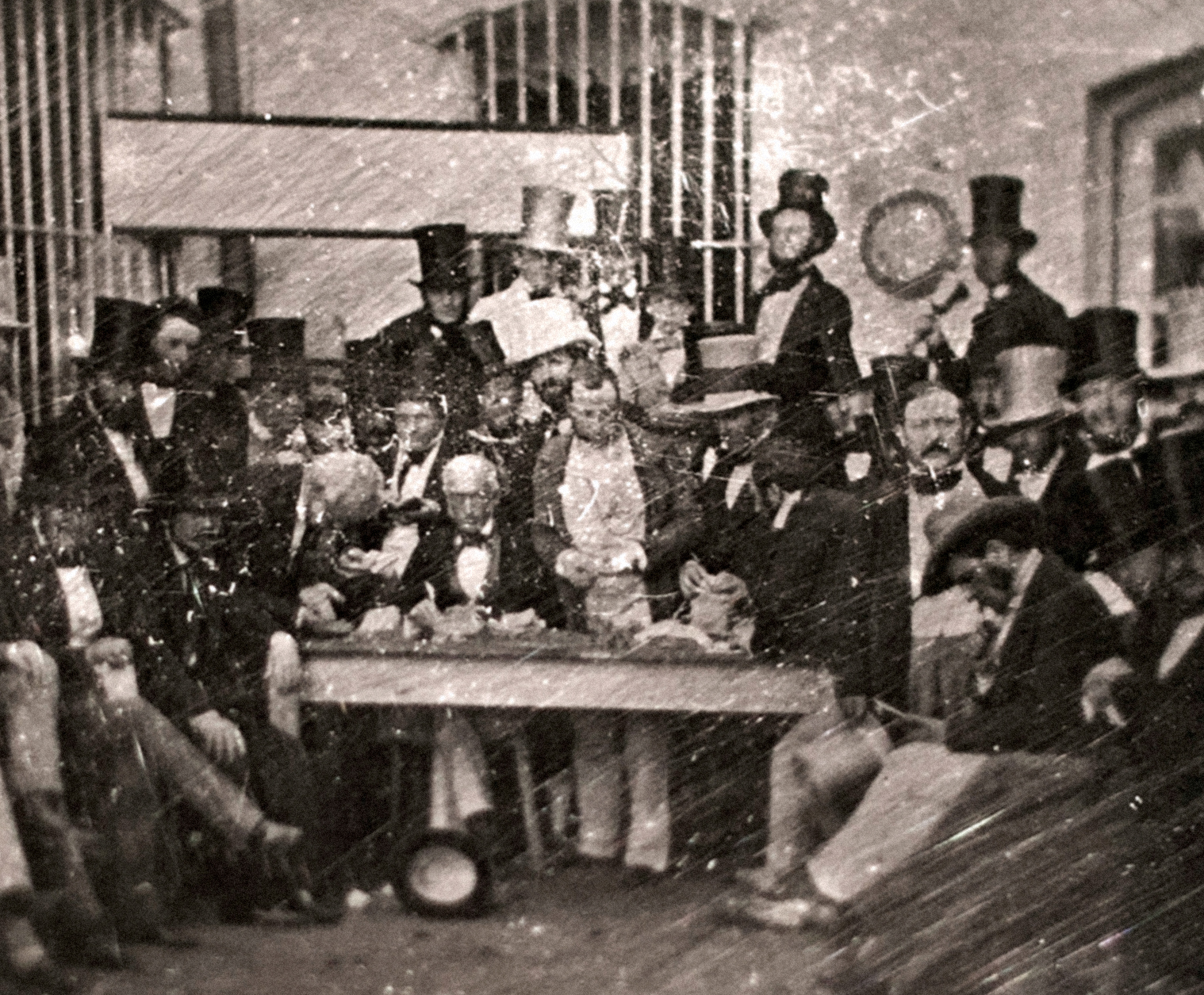
Члены первой фондовой биржи Буэнос-Айреса

Американский посол Форбс в докладе президенту США Адамсу отмечал, что Британия обладает огромным влиянием на экономическую жизнь Аргентины. Правительство в Буэнос-Аейрсе, отмечал Форбс, настолько хотело ладить с британцами и добиться признания ими декларации о независимости, что передало в их ведение почти все государственные институты. По мнению дипломата, отношения стран походили на отношении колонии и метрополии, причём британцам это не стоило ни денег, ни людей. Даже в отсутствие у Аргентины торгового флота не мешало Британии управлять близлежащими морскими торговыми путями. Доклад Форбса был сделан в специфическом контексте торгового противостояния между Британией и США. Отмечалось, что его слова были пропитаны «завистью, даже антипатией» по отношению к британцам в Рио-де-ла-Плате.
В середине 1820-х годов, когда финансовым ведомством управлял Мануэль Хосе Гарсия, правительство прибегало к крупным займам. Деньги требовались для финансирования новых проектов и покрытия старых военных долгов. Процентные ставки были чрезвычайно высоки. Характерен пример займа у Банка братьев Бэринг, когда кредит в 570 тыс. фунтов обернулся долгом в 1 миллион. В 1826 годы было выпущено два вида валюты. Необратимое в золото песо папель (исп. peso papel, дословно — «бумажное песо») начало стремительно обесцениваться относительно песо фуэрте (исп. peso fuerte, дословно — «сильное песо»), которое было привязано к золоту. В 1827 году песо папель девальвировали на 33 %, в 1829 году — ещё на 68 %.

### 1829—1870

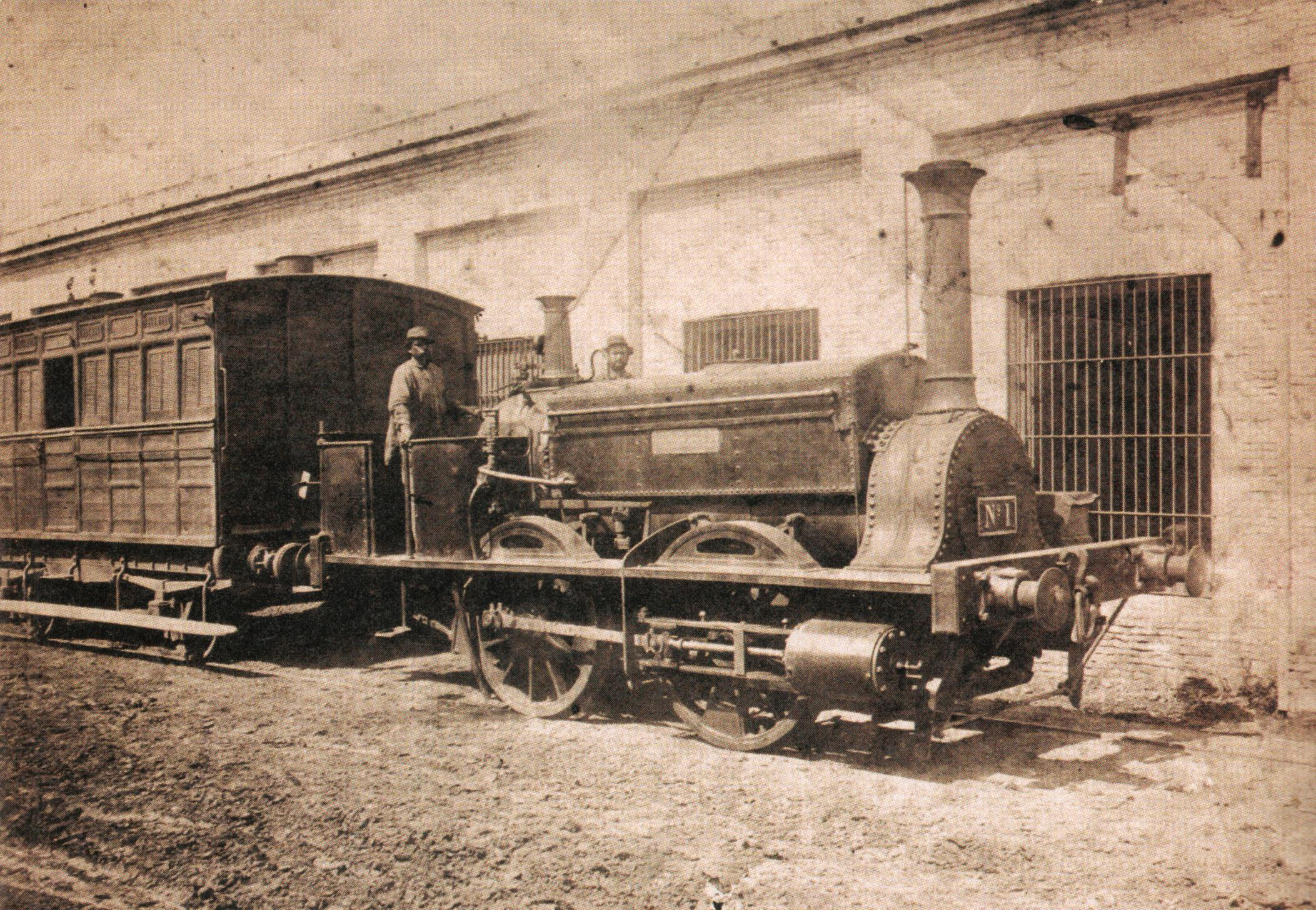
В 1857 году заработал первый в Аргентине локомотив — «Ла-Портенья»

Хуан Мануэль де Росас принудил Лавалье покинуть провинцию, и до 1852 года власть принадлежала федералистам. В одних вопросах Росас следовал курсу Ривадавии, в других — проводил экономическую политику по-новому. Во внешней торговле Аргентина вновь обратилась к протекционизму, появились таможенные барьеры. Порт же остался в исключительном ведении столицы. Созывать учредительное собрание де Росас отказался.
Таможенные барьеры устанавливались для произведённых в стране товаров, импортируемых предметов роскоши и экспортируемых серебра и золота. С экономической точки зрения закон не был эффективен, поскольку все таможенные сборы поступали в казну Буэнос-Айреса. Эксклюзивное управление портом долгое время оспаривали федералисты. Между де Росасом и Хусто Хосе де Уркисой возник конфликт, кульминацией которого стала битва при Касеросе. Несмотря на недостаток финансов, экономика провинции Энтре-Риос выросла до размеров, сопоставимых с экономикой Буэнос-Айреса. Производство солёного мяса (саладеро) сократилось, в то время как сектор шерстяного производства увеличился.

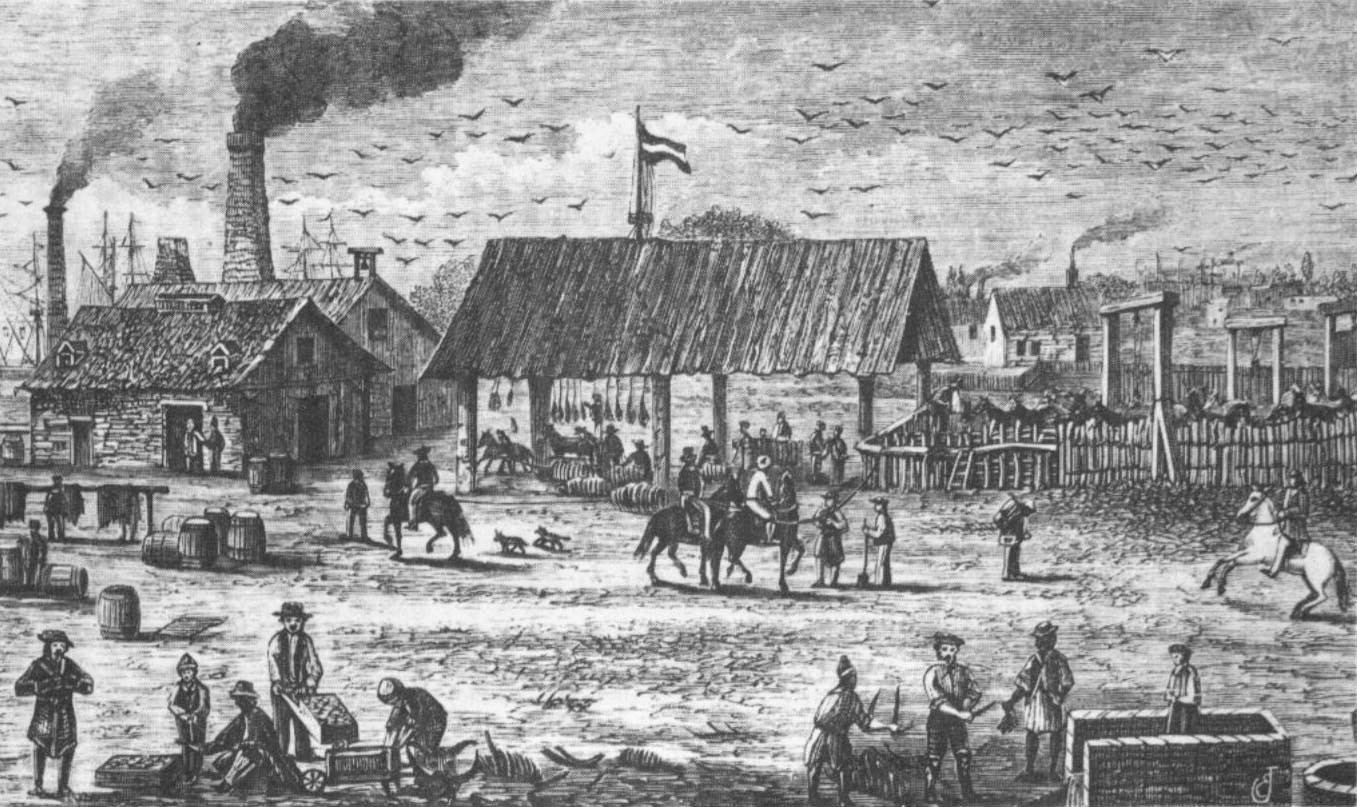
Саладеро в Росарио, 1860-е годы

В 1838 году произошёл ещё один валютный кризис; песо папель девальвировали на 34 %, через год валюта потеряла ещё 66 % стоимости. Очередные девальвации состоялись в 1845 (95 %) и 1851 (40 %) годах. Годы правления Валентина Альсины, на которые пришлась сецессия Буэнос-Айреса, отмечены крайне слабым состоянием экономики. Конфликт Буэнос-Айреса с конфедеративными провинциями повлёк беспрецедентно большие затраты; дефицит бюджета стремительно возрастал. В схожей ситуации находилась и конфедерация. Её президент Уркиса издал «закон о дифференцированных правах», наделявший преференциями корабли, торговавшие с провинциями и не заходившие в порт Буэнос-Айреса.
Аргентина прошла через серию гражданских войн, и их окончание принесло столь нужную экономике политическую и правовую стабильность. Право собственности оказалось под защитой, транзакционные издержки снизились, и в страну хлынули капитальные и трудовые ресурсы. В 1866 году правительство попыталось стабилизировать валютную систему с помощью конвертируемости. Центральный банк был ограничен в печатании денег, которое отныне должно было обеспечиваться запасами золота или другой конвертируемой валюты. 60—70-е годы XIX века стали едва ли не самыми благоприятными за всю историю экономического развития. Именно тогда появились предпосылки для начала «золотого века» аргентинской истории. И всё же первые годы республиканского правления (с 1861) осложнялись наследием прошлых режимов. Страна была экономически раздроблена, некоторые регионы быстро развивались, другие — стагнировали. Вариация доходов по стране была довольно велика. Сказать с уверенность, как сильно возросло благосостояние аргентинцев во второй трети XIX века затруднительно.
Появление сельскохозяйственное колонии в Эсперансе в 1856 году стало значимым экономическим событием. На протяжении последующих 60 лет страна постепенно меняла аграрную специализацию, животноводство уступало земледелию.

## Экспортный бум
«…осторожнейший из комментаторов без колебаний заверит вас, что Аргентина только что ступила на порог своего величия.»
Аргентина, в первой половине XIX века не обладавшая экономической мощью, демонстрировала столь уверенный рост в 1860—1930-х годах, что многие прочили ей судьбу Соединённых Штатов, но в Америке Южной. Центральным источником роста был экспорт сельскохозяйственной продукции.
Во второй половине XIX столетия новые территории осваивались в формате латифундий. До 1875 года Аргентина импортировала пшеницу, внутреннее предложение было недостаточным. В 1903 году страна не только насыщала внутренний рынок, но и экспортировала 2 737 492 м3 пшеницы — этого объёма хватило бы на 16 миллионов человек.
В 1870-х годах величина реальной заработной платы в Аргентина составляла приблизительно 76 % относительно британской, а в первой декаде XX века достигла отметки в 96 %. ВВП на душу населения относительно американского равнялся 35 % в 1880 году и 80 % в 1905 году. С этой точки зрения Аргентина находилась на том же уровне, что и Франция, Германия, Канада.

### 1870—1890

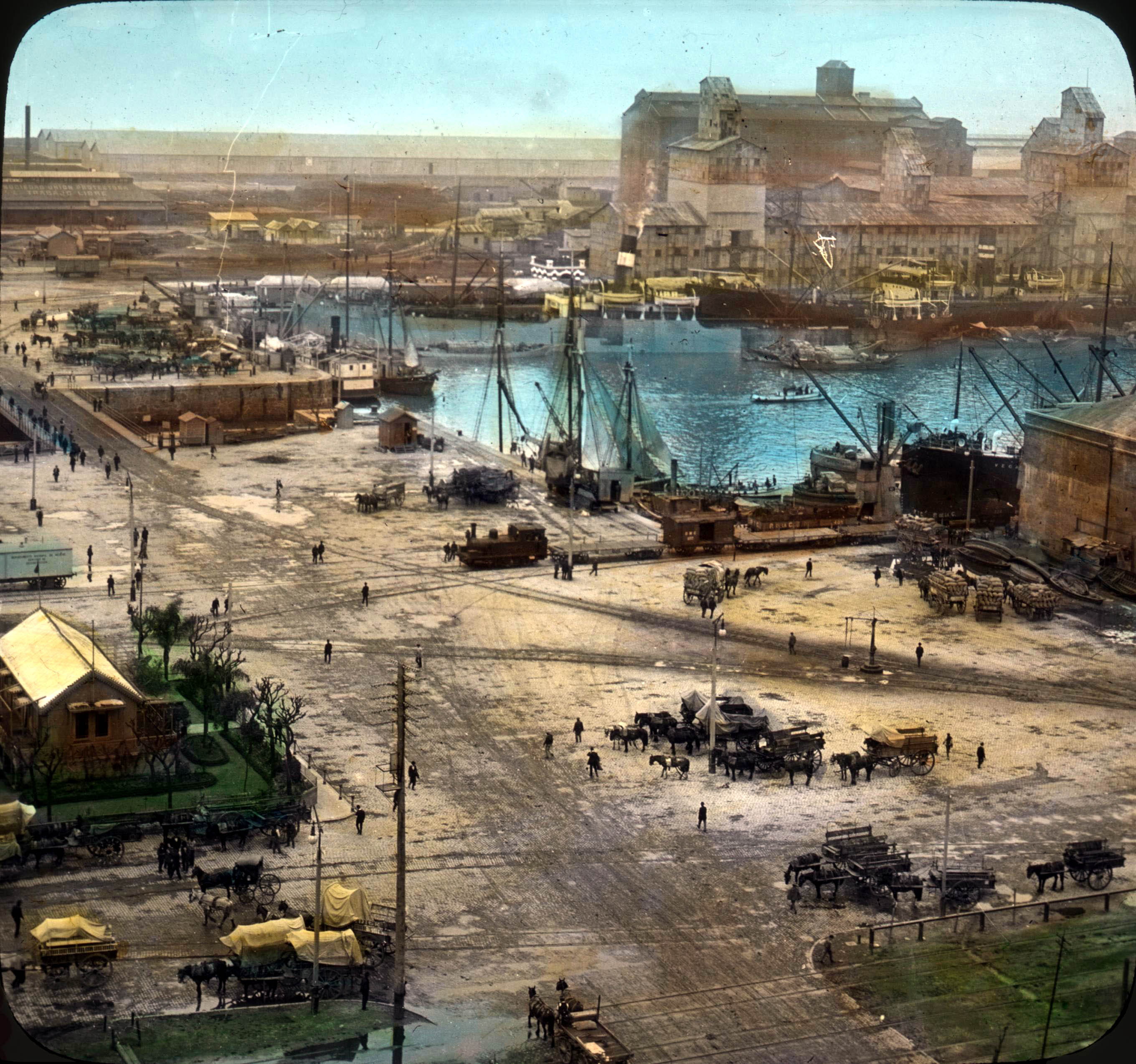
Доки Буэнос-Айреса, 1915 год. Финансировавшееся британцами строительство доков и железных дорог позволило Аргентине развить агроэкспортный сектор

В 1870 году, когда страну возглавлял Доминго Фаустино Сармьенто, государственный долг Аргентины составлял 48 миллионов золотых песо. Через год он практически удвоился. Николас Авельянеда сменил Сармьенто на посту президента в 1874 году. Поддержавшая его коалиция образовала Национальную партию автономистов; до 1916 президентами становились исключительно члены партии. Авельянеда предпринял жёсткие меры по сдерживанию долга. С 1876 года валюта перестала быть конвертируемой. В следующем году инфляция составила почти 20 %, и отношение долга к ВВП резко снизилось. Правительство Авельянеды добилось фискального баланса впервые с середины 1850-х годов. Новый президент Хулио Рока принял экономику в более управляемом состоянии.

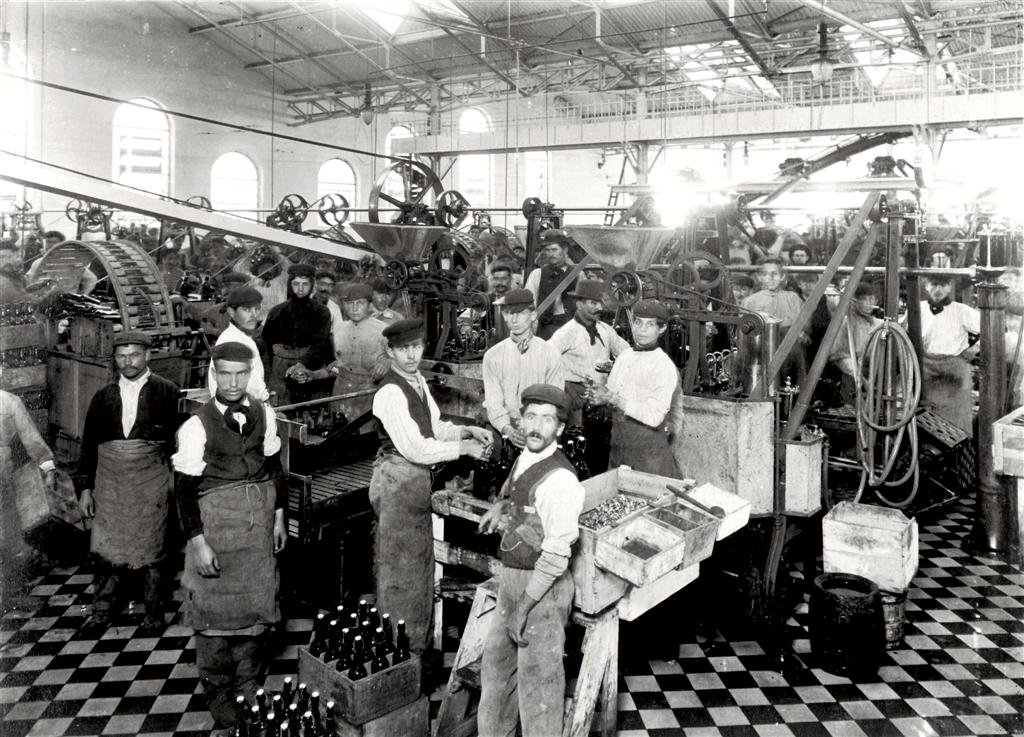
Пивоварня Quilmes в 1910 году

С июля 1883 года Аргентина перешла на биметаллический стандарт. Монетарная система была в высокой степени децентрализована: кредитно-денежный регулятор отсутствовал, эмиссия осуществлялась пятью банками. В подобном режиме конвертируемость существовала 17 месяцев. В декабре 1884 года банки отказались обменивать деньги на золото по номиналу. Лишённое институциональных рычагов правительство могло лишь согласиться с таким положением дел.
Прибыльность сельского хозяйства привлекла иностранных инвесторов, финансировавших строительство заводов и железных дорог. Если в 1880 году капитальные инвестиции британских подданных составляли £20 миллионов, то в 1890 году они вложили в инфраструктуру и промышленность Аргентины £157 миллионов. В 1880-х годах в Аргентину начали инвестировать французы, немцы и бельгийцы, хотя доля британцев в заморском капитале по-прежнему составляла две трети. С 1890 года до начала Первой мировой войны страна являлась наиболее привлекательной для британских инвесторов во всей Южной Америке. На Аргентину приходилось от 40 % до 50 % всех британских инвестиций за пределами Соединённого королевства. Несмотря на зависимость от британского рынка, аргентинский экспорт в 1870—1890 годах возрастал в среднем на 6,7 % в год. Рост обеспечивался за счёт географической и товарной диверсификации.
Первая железная дорога длиной 10 км открылась в 1854 году. К 1885 году общая протяжённость путей составляла 4 300 км. Новый вид транспорта позволил привозить в столицу пампасский скот, где тот умерщвлялся и перерабатывался. Оттуда продукция преимущественно британских мясоперерабатывающих предприятий экспортировалась во многие регионы мира. Засилье частных британских компаний, осуществлявших экспорт товаров из Аргентины, не устраивало патриотически настроенные круги. Другие считали, что уклад соответствовал национальным интересам. Эксклюзивная роль порта Буэнос-Айреса оспаривалась.

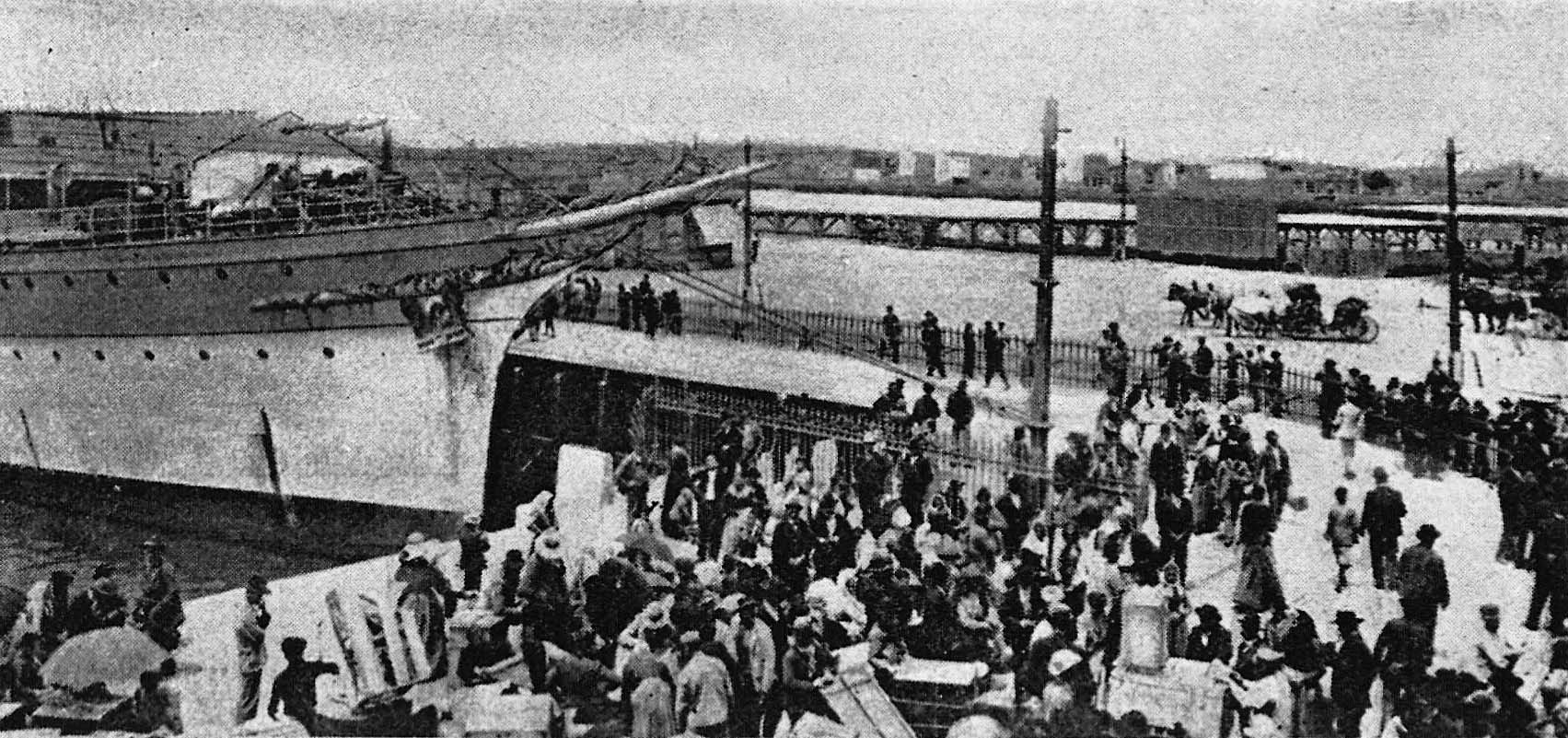
Прибытие иммигрантов. Порт Буэнос-Айреса, начало XX века

Нехватка рабочей силы и избыток земли делали предельный продукт труда довольно высоким. Европейские иммигранты (в основном итальянцы, испанцы, французы и немцы), привлекаемые щедрой оплатой труда, массово прибывали в страну. В конце 1880-х годов правительство оказывало мигрантам материальную помощь, но европейцы продолжили приезжать даже после отмены субсидий.

### Финансовый кризис и восстановление

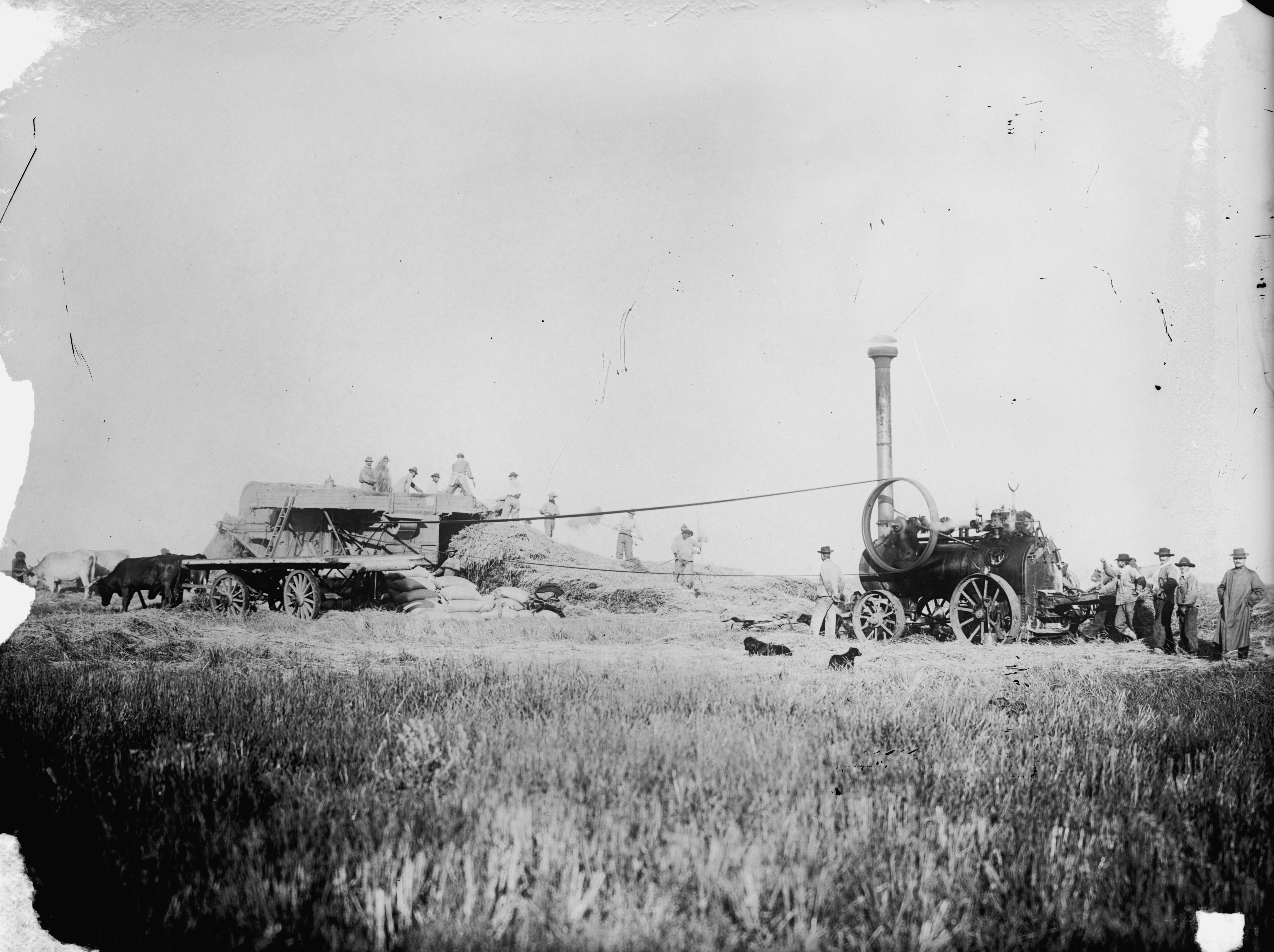
Молотильная площадка, Буэнос-Айрес, 1910-е годы

Завершение президентского срока Мигеля Хуареса Сельмана ознаменовалось ростом государственного долга относительно ВВП. Фискальная ситуация ухудшалась. Когда кабинет Хуареса Сельмана не смог расплатиться с банком братьев Бэринг, тесно и плодотворно работавшим с правительством Аргентины, в стране начался финансовый кризис. Аргентина объявила дефолт, чем спровоцировала банковскую панику — банк Бэрингов оказался на грани краха. Первопричиной банковского коллапса стала несогласованная монетарная и фискальная политика. Кризис 1890 года лишил правительство средств для субсидирования иммигрантов, и уже в следующем году программа была свёрнута. Объём выдаваемых Аргентине займов сократился, ввиду чего упал импорт. На экспорте кризис сказался не так сильно, однако пиковый показатель 1889 года был превзойдён только в 1898 году.
В 1899 году преемник Хуареса Сельмана Карлос Пеллегрини восстановил конвертируемость национальной валюты. Возникли предпосылки для стабилизации и роста экономики. Пеллегрини реформировал банковский сектор, желая добиться его стабильности в среднесрочной перспективе. Экономика вновь стала расти: в 1903—1913 годах ВВП возрастал в среднем на 7,7 %. Объём промышленного производства демонстрировал даже большую динамику, возрастая на 9,6 % в год. К 1906 году страна полностью ликвидировала последствия дефолта и годом позже вернулась на международный рынок облигаций.
Периодическая нестабильность налогово-бюджетной системы, наблюдавшаяся с 1853 по 1930-е годы, способствовала изменению экономического уклада. Депрессии 1873—77 гг. и, в особенности, 1890—91 гг. сыграли важнейшую роль в становлении промышленности. Ухудшение торгового баланса требовало импортозамещения, и такой реакцией становилась индустриализация. В 1914 году около 15 % аргентинцев были заняты в производстве, на коммерческий сектор приходилось примерно 20 % рабочей силы. В 1913 году доход на душу населения в Аргентине был сопоставим с показателями Франции и Германии и сильно превосходил итальянский и испанский. На конец 1913 года Аргентина обладала золотым запасом в £59 миллиона, что составляло 3,7 % от мировых запасов. Доля национальной экономики в мировой равнялась 1,2 %.

## XX век
Мировые войны:

### 1914—1929

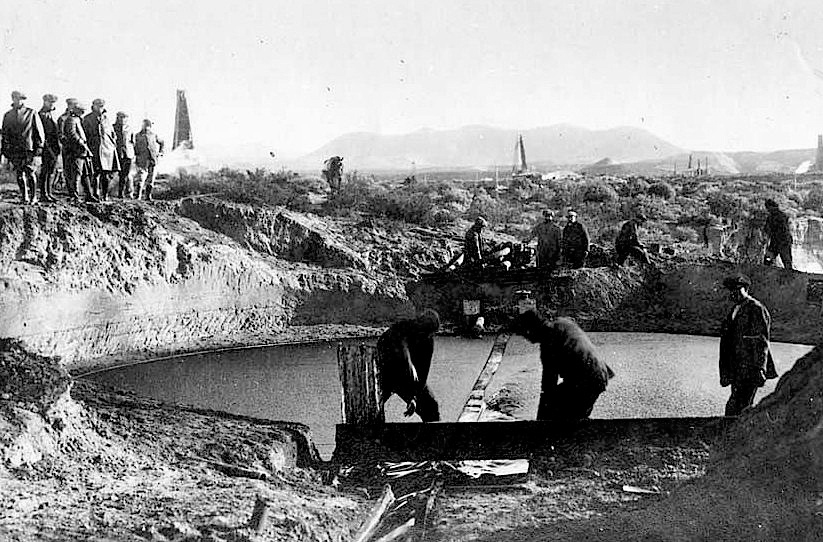
Рабочие YPF, 1923 год

Аргентина, как и многие другие страны, с началом Первой мировой войны погрузилась в депрессию. Международный оборот товаров, труда и капитала снизился. Иностранные инвестиции в Аргентину застыли и впредь уже не возрастали: сильно задолжавшая Штатам Великобритания более не экспортировала капитал в сопоставимых масштабах. Ещё одним неблагоприятным фактором стало открытие Панамского канала в 1914 году: иностранцы, ранее вкладывавшие средства в экономику Аргентины и других государств Южного конуса, обратились к азиатским и карибским рынкам. США, вышедшие из войны политической и финансовой сверхдержавой, воспринимали Аргентину и отчасти Бразилию как потенциальных соперников на мировом рынке. Ни столичная фондовая биржа, ни частные аргентинские банки не развивались настолько быстро, чтобы восполнить ушедший британский капитал.

### После войны
Эпоха импортозамещения завершилась в 1976 году, но возраставшие государственные расходы, сильное увеличение заработной платы и неэффективное производство породили хроническую инфляцию, лишь усилившуюся в 80-е годы.
Военная диктатура в Аргентине (с 1976 по 1983) и проводимая ею экономическая политика «Процесс национальной реорганизации» сказалась на объёме внешнего долга — к концу 80-х годов он составлял три четверти ВНП.

### Великая депрессия
Великая депрессия сравнительно мягко отразилась на Аргентине: уровень безработицы никогда не превышал 10%, и страна в основном восстановилась к 1935 г. Однако депрессия навсегда остановила ее экономическое развитие. Как и у других экспортеров сельскохозяйственной продукции, экономика страны переживала спад уже с 1927 г., что было вызвано снижением цен.
Аргентина отказалась от золотого стандарта в декабре 1929 года, раньше, чем большинство стран. На протяжении большей части предыдущего периода в стране действовал валютный совет, в котором орган, известный как Каха де конверсион, отвечал за поддержание стоимости песо в золоте. Девальвация песо повысила конкурентоспособность экспорта и защитила внутреннее производство. В Аргентине стоимость экспорта упала с 1 537 млн долларов в 1929 году до 561 млн долларов в 1932 году, но это был далеко не самый сильный спад в регионе.

## XXI век
Аргентинский экономический кризис, произошедший в экономике Аргентины в конце 1990-х — начале 2000-х годов. С точки зрения макроэкономики, кризисный период начался с уменьшения реального ВВП в 1999 году и закончился в 2002 г. Самый масштабный кризис, когда в стране возникли бунты и беспорядки. Этот дефолт выключил Аргентину из международных долговых рынков до 2016 года. Но при этом уже в 2017-м она неожиданно сумела разместить столетние долларовые облигации, вызвавшие огромный интерес среди инвесторов.
Следующий аргентинский дефолт был зафиксирован в 2014 году.
В мае 2020 Аргентина допустила технический дефолт по внешним облигациям, девятый в истории страны: правительство 22 мая не выплатило 500 млн долл. в виде процентов по трем сериям бондов и ведет переговоры с кредиторами о реструктуризации внешнего долга (в Аргентине третий год продолжается рецессия, инфляция в 2019 году достигла 54 %, а в текущем ожидается на уровне 40 %; МВФ назвал «неприемлемой» долговую нагрузку Аргентины, общий долг страны по состоянию на конец 2019 года составлял около 323 млрд долларов).